# Rhodopis vesper koepckeae
El colibrí del Atacama de Illescas (Rhodopis vesper koepckeae), es una de las subespecies en que se divide la especie Rhodopis vesper, única integrante del género monotípico: Rhodopis, de la familia Trochilidae. Esta ave se distribuye en la costa pacífica del centro-oeste de América del Sur. 

## Costumbres
El hábitat de este colibrí son los matorrales secos, subtropicales o tropicales; matorrales húmedos, subtropicales o tropicales, y matorrales de altitud, subtropicales o tropicales.

## Taxonomía
Esta subespecie fue descrita originalmente por el ornitólogo francés Jacques Berlioz en el año 1974.

### Distribución
Esta subespecie se distribuye de manera endémica en la zona del cerro Illescas, en el suroeste del Departamento de Piura, al noroeste del Perú, en áreas próximas a la costa del océano Pacífico.